# Gora Charundag
Gora Charundag (ryska: Гора Чарундаг, azerbajdzjanska: Çarundağ) är ett berg i Azerbajdzjan, på gränsen till Ryssland.   Det ligger i distriktet Şabran Rayonu, i den centrala delen av landet, 200 km nordväst om huvudstaden Baku. Toppen på Gora Charundag är 4 080 meter över havet.
Terrängen runt Gora Charundag är huvudsakligen bergig, men den allra närmaste omgivningen är kuperad. Runt Gora Charundag är det ganska tätbefolkat, med 58 invånare per kvadratkilometer.. Närmaste större samhälle är Kemervan, 17,2 km söder om Gora Charundag. 
Trakten runt Gora Charundag består i huvudsak av gräsmarker.